# Équipe de Grèce féminine de handball
Dernière mise à jour : 9 juin 2021.
L'équipe de Grèce féminine de handball (en grec moderne : Εθνική Ελλάδας χειροσφαίριση γυναικών) est l'équipe nationale qui représente la Grèce lors des compétitions internationales féminines de handball, sous l'égide de la Fédération grecque de handball (en).
Nation mineure du handball mondial, la Grèce n'est parvenue à se qualifier qu'une seule fois à un tournoi majeur, aux Jeux olympiques de 2004 organisés à domicile.

## Palmarès

### Jeux olympiques
- 2004 : 10e place

### Jeux méditerranéens
- 1991 : 5e place
- 2001 : 8e place
- 2005 : 8e place
- 2009 : 9e place